# Рабей, Владимир Осипович
Владимир Осипович Рабей (18 октября 1922, Москва — 2009) — советский и российский скрипач, музыковед и музыкальный педагог.
Окончил Московскую консерваторию. Ещё студентом вошёл в состав четвёрки молодых музыкантов, образовавших будущий Квартет имени Бородина, однако уже в 1947 г. оставил коллектив.
Доктор искусствоведения, профессор кафедры истории и теории исполнительского искусства Московской консерватории, профессор скрипки Российской Академии музыки имени Гнесиных.
Написал книгу «Георг Филипп Телеман» (1974). Перевёл с немецкого книгу Карла Флеша «Искусство скрипичной игры».